# ناو کینوگاسا
ناو کینوگاسا (به انگلیسی: Japanese cruiser Kinugasa) یک کشتی است که طول آن ۱۸۵٫۱۷ متر (۶۰۷ فوت ۶ اینچ) می‌باشد. این کشتی در سال ۱۹۲۶ ساخته شد.